# Charaxes unedonis
Charaxes unedonis är en fjärilsart som beskrevs av Jacob Hübner 1811. Charaxes unedonis ingår i släktet Charaxes och familjen praktfjärilar. Inga underarter finns listade i Catalogue of Life.